# Zdenko Jurišić
Zdenko Jurišić (Travnik, 1962.), hrvatski kipar iz Bosne i Hercegovine. Živi i radi u Novom Travniku.

## Životopis
Rođen 1962. godine u Travniku. 1985. godine diplomirao na Akademiji likovnih umjetnosti u Sarajevu u kiparskoj klasi prof. Alije Kučukalića. Član je više strukovnih udruženja i aktivni sudionik nekoliko likovnih kolonija. Izlagao na skupnim izložbama u BiH, Hrvatskoj i Francuskoj. Samostalno je izlagao u BiH i Hrvatskoj. Sakralna Jurišićeva djela nalaze se po crkvama u BiH. Izradio više spomen obilježja i skulptura na javnim površinama. Autor je spomenika poginulim hrvatskim braniteljima "Križ nade poginulim hrvatskim braniteljima, policajcima i civilnim žrtavama rata i poraćja", koji je izradio bez naknade. Spomenik se nalazi u povratničkom selu Kraljevice kod Travnika. Otkrili su ga sinovi poginulih hrvatskih branitelja sela Kraljevice, a posvetio ga je don Donald Marković, vojni kapelan za Središnju Bosnu.